# Memorie di Dirk Raspe
Memorie di Dirk Raspe è un romanzo di Drieu La Rochelle del 1966.
Drieu aveva concepito l'idea di un romanzo incentrato sulla figura di Van Gogh poco prima del tentato suicidio dell'agosto 1944. Il libro, incompiuto, si divide in quattro parti che vanno dagli anni della fanciullezza del protagonista alla sua acquisita maturità artistica. Un percorso interiore sofferto che è lo stesso di Drieu – che scrive le pagine di questo libro con grande facilità “senza rileggerle”, come scrive egli stesso nel Diario – e che scava in profondità nel rapporto con il mondo, le donne e il confrontarsi con il fremito e l'esigenza della creatività. Un romanzo superbo nell'intreccio tra narrazione e riflessione interiore. Il percorso di uno spirito che va formandosi nel tempo tra mille dubbi, incertezze sulla propria vocazione, costante ricerca della perfezione ed estremo giudizio critico su se stessi.

## Trama
La prima parte è dedicata agli anni della prima gioventù, in Olanda, a casa della famiglia del pastore Heywood, dove l'orfano Dirk Raspe è ospitato grazie alla poca eredità che gli consente di pagare il mantenimento e gli studi. I personaggi sono perfettamente delineati con il pastore in bilico tra la demenza senile e la furbizia del non farsi toccare dal quotidiano, la moglie sulle cui spalle gravano tutti i pesi della famiglia, due figli sfaccendati e di poco intelletto e altri due, Cyril, professore laureato a Oxford e Robert, pastore dedito ai poveri e dalle idee socialisteggianti. E poi la serva, Sybil, per la quale, nonostante sia brutta, Dirk sente un'attrazione particolare perché, come egli stesso dice «ho amato la bruttezza per un'assoluta sottomissione alla bellezza» e perché egli stesso è brutto e si sente tale per tutta la vita.
I primi passi nel mondo e nell'arte si avviano nella seconda parte del romanzo con l'impiego di Dirk Raspe presso un mercante d'arte, Mr. Marck, che espone le opere di minore rilevanza artistica mentre riserva a pochi i quadri dei veri artisti, come Delacroix, che tiene in una stanza chiusa a chiave. Qui compaiono altre figure femminili quali le Porlock, madre e figlia, presso le quali Dirk alloggia e la prostituta che viene soprannominata Sybil II e grazie alla quale Dirk venderà il suo primo disegno ad una rivista. C'è un filo comune che collega tutte le figure femminili da qui in poi, l'essere puttane, in un modo e nell'altro. Apertamente, perché si vendono sulla strada, nascostamente quando si celano dietro un perbenismo borghese ipocrita, è il caso di Evelyn Porlock, giovane figlia dell'affittacamere, della quale Dirk è ovviamente infatuato, che accetta di sposare l'omosessuale pittore Reeve programmando sin da prima di divenire l'amante del mercante Mr. Marck. 
Totale cambio di scena nella terza parte, dove troviamo Dirk Raspe predicatore a Hoevre, miserabile villaggio minerario. Abbandona il disegno per immergersi nella realtà più cruda, popolata di poveri e di ignoranti, dove tende ad annullarsi per «vedere con l'altro occhio […]. L'occhio morale che non era meno esigente, anzi sembrava esserlo di più». È il momento della ricerca più disperata di se stesso, il luogo dove la bruttezza del reale si contrappone alle visioni estatiche della bellezza dipinta, una sorta di catarsi da cui risorge dopo una visita di Cyril Heywood, l'unico amico che riesce a mantenere tale per tutta la vita, che lo ricondurrà a riprendere il suo destino di artista. 
La parte finale è incentrata nell'affermazione di Dirk Raspe come artista e su due figure femminili, una puttana soprannominata Tristesse e la vedova, piccolo borghese, Catherine, che irrompe nella sua vita, o meglio nel suo immaginario di vita sentimentale, e che lo respinge. Nel negarsi di quest'ultima, con amarezza e con furore del protagonista, Drieu innesta il suo rifiuto e la sua profonda repulsione per la superficialità borghese, ma anche il suo cinismo verso le donne, anche se prima delineava sottilmente la figura di Tristesse con una profondità “cerebrale e spirituale”, nonché “sensuale”, ricordando il "grande segreto metafisico" di Baudelaire.. Resta la solitudine.

## Edizioni
- Drieu La Rochelle, Memorie di Dirk Raspe, traduzione di Paolo Bianchi, SE, 1996,  p. 265.